# Protoxyporus grandis
Protoxyporus grandis — викопний вид всеїдних жуків родини жуків-хижаків (Staphylinidae), що існував у ранній крейді (125 млн років тому). 

## Рештки
Екзоскелет жука знайдено у відкладеннях формації Їсянь в провінції Ляонін на північному сході Китаю.

## Опис
Тіло завдовжки 19,7 см.